# Manitowoc (thị trấn), Wisconsin
Manitowoc là một thị trấn thuộc quận Manitowoc, tiểu bang Wisconsin, Hoa Kỳ. Năm 2010, dân số của thị trấn này là 1.037 người.